# Louis-Antoine de Pardaillan de Gondrin
Pour les articles homonymes, voir Pardaillan.
Louis-Antoine de Pardaillan de Gondrin, marquis d'Antin, de Gondrin et de Montespan (1701), puis 1er duc d'Antin (1711), est un aristocrate français né à Paris le 5 septembre 1664 et mort dans la même ville le 2 novembre 1736.

## Biographie
Fils légitime de Louis Henri de Pardaillan de Gondrin, marquis de Montespan, et d’Athénaïs de Montespan, il fut élevé au château de Bonnefont en Gascogne par son père et vint à la Cour en 1683. Il entama alors une carrière militaire avec une place de lieutenant réformé qu'il obtint grâce à sa mère. Puis, en 1685 cette dernière lui obtient le titre de menin, faisant ainsi entrer son fils dans le cercle rapproché du Grand Dauphin. Il s'était également lié avec ses demi-frères, le duc du Maine et le comte de Toulouse, bâtards légitimés de la Montespan et de Louis XIV.
Il épouse le 21 août 1686, sur l'entremise de madame de Montespan, Julie Françoise de Crussol d'Uzès, fille d'Emmanuel II, duc d'Uzès et de Marie-Julie de Sainte-Maure, et petite-fille du duc de Montausier. Ils eurent pour fils :
- Gabriel-François de Pardaillan de Gondrin ( 1688 - 1719 ) marquis de Bellegarde fut Surintendant des bâtiments du roi épousa 28 janvier 1716  Françoise Élisabeth Eugénie de VERTHAMON
- Louis de Pardaillan de Gondrin (1689-1712), marquis de Gondrin, qui épousa en premières noces Marie-Victoire de Noailles, future comtesse de Toulouse ;
- Pierre de Pardaillan de Gondrin (1692-1733), évêque-duc de Langres et membre de l'Académie française.
- Louis-Marie de Pardaillan de Gondrin

En dépit de grands efforts, Louis-Antoine de Pardaillan de Gondrin ne parvenait pas à se concilier la faveur du Roi. À la suite d'une erreur de manœuvre à la bataille de Ramillies (1706), il fut même rayé des cadres de l'armée (1707). Le futur duc se retira alors dans son château de Bellegarde et y commença la rédaction de ses mémoires : Réflexions sur l'Homme, et en particulier sur moi-même. Ces écrits, qu'ils ne destinaient pas à la publication, s'ouvrent par une réflexion sur la prédestination liée à son milieu social, puis continue avec un état des lieux de sa vie de sa plus tendre enfance à son renvoi de l'armée après 24 années de bons et loyaux services. De ce dernier événement, il en retire beaucoup d'amertume et d'incompréhension. Ce tournant dans sa carrière de courtisan lui apparaît cependant comme un moment propice pour faire un point sur sa vie, mais aussi pour philosopher sur la notion de fortune.
Pourtant, en cette même année, la mort de la marquise de Montespan attira sur son fils la faveur royale. La cour persévérante de Louis Antoine de Pardaillan fut enfin récompensée par le gouvernement d'Orléans en 1707 et, en 1708, par la direction des Bâtiments du roi, charge qui présentait l'intérêt de donner les entrées auprès du monarque. En 1711, Louis XIV érigea le marquisat d'Antin en duché-pairie, et en 1724 d'Antin devint chevalier de l'Ordre du Saint-Esprit.
C'était un excellent organisateur, avec une aptitude naturelle à commander, sachant plaire et sachant aplanir les difficultés. Il s'était enrichi puissamment dans le système de Law.
Comme directeur des Bâtiments, le duc d'Antin supervisa les travaux de Versailles. Confident des projets de Louis XIV, il parvint à les faire exécuter par Louis XV, à l'instar du Salon d'Hercule. Il fit ouvrir dans le sud de la France de nouvelles carrières de marbre, telle celle de Beyrède, qui fournit un marbre appelé « brèche d'Antin », qui fut le préféré de Louis XIV et fut utilisé pour de nombreuses cheminées à Versailles, par exemple la cheminée monumentale du Salon d'Hercule.
Sous la Régence, le duc d'Antin accéda aux responsabilités politiques. Avec la polysynodie, il fut président du Conseil des Affaires du Dedans du Royaume. Il y animait les débats et rapportait assidûment au Conseil de Régence les affaires discutées au Conseil du dedans. Il entra finalement au Conseil de Régence en avril 1718.
Après la suppression de la polysynodie et du Conseil des affaires du dedans par le Régent en septembre 1718, il resta au Conseil de Régence, dans une position purement honorifique. Il le quitta en même temps que les autres ducs et maréchaux le 22 février 1722. À partir de là, il se retira peu à peu, renonçant en 1722 à son titre de duc au profit de son petit-fils. Il mourut en 1736.

## Résidences

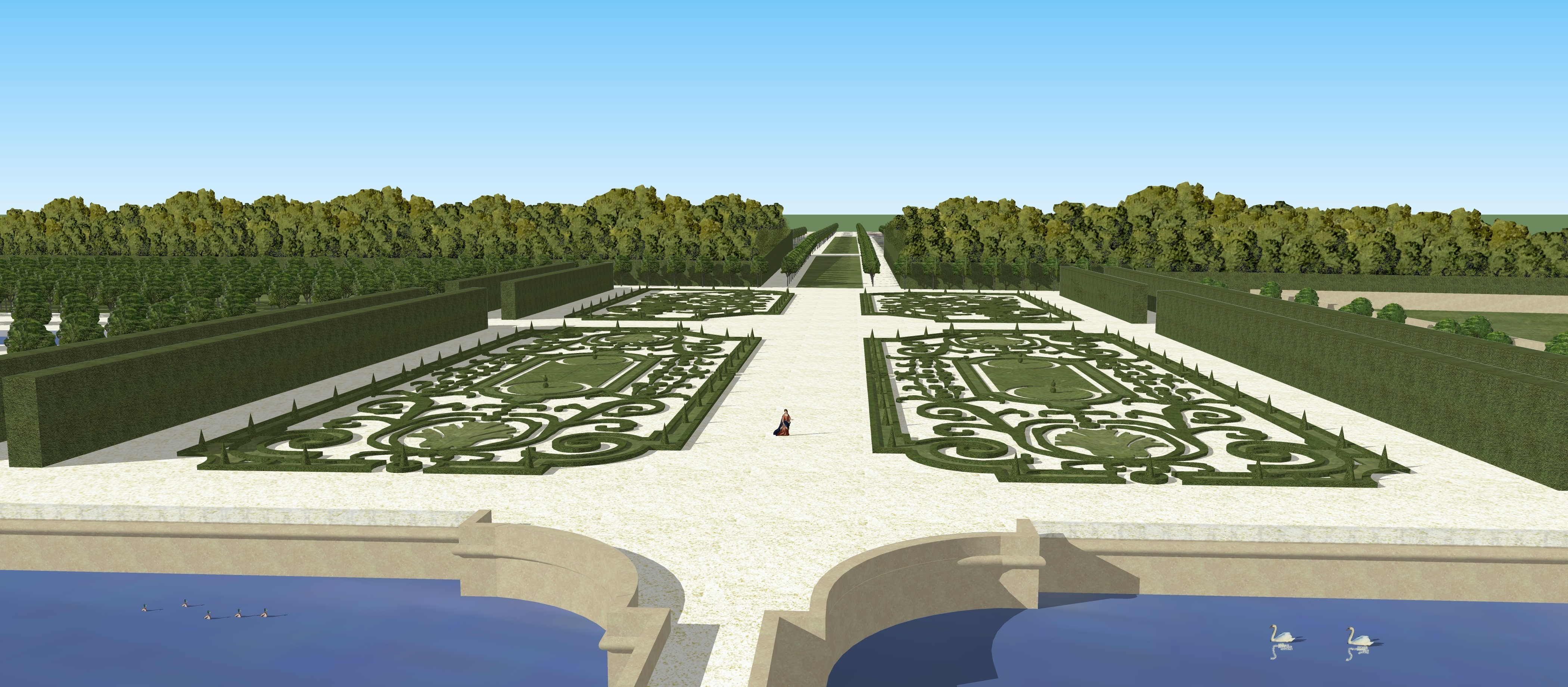
Restitution 3D de la vue sur le grand parterre du château de Bellegarde depuis le deuxième étage, au temps du duc d'Antin, vers 1720.

En 1692, le duc d'Antin avait acheté le château de Bellegarde en Gâtinais, qu'il fit réaménager au début du XVIIIe siècle. Il reçut en héritage de sa mère (morte en 1707) le château d'Oiron et le château de Petit-Bourg à Évry (Essonne) sur la route de Fontainebleau. Il fit refaire les jardins de ce dernier avant 1715, puis commanda vers 1720 un nouveau château à Pierre Cailleteau dit « Lassurance ». La construction fut achevée après la mort du duc par Jacques V Gabriel.

## Publications
- Mémoires, publiés par Antonin Claude Dominique Just de Noailles, duc de Mouchy, Paris, Société des bibliophiles français, [1821]
- Discours de ma vie et de mes pensées, 1822
- Le Duc d'Antin et Louis XIV : rapports sur l'administration des bâtiments, annotés par le Roi, publiés avec une préface par Jules Guiffrey, Paris, Académie des bibliophiles, 1869